# Opel Senator

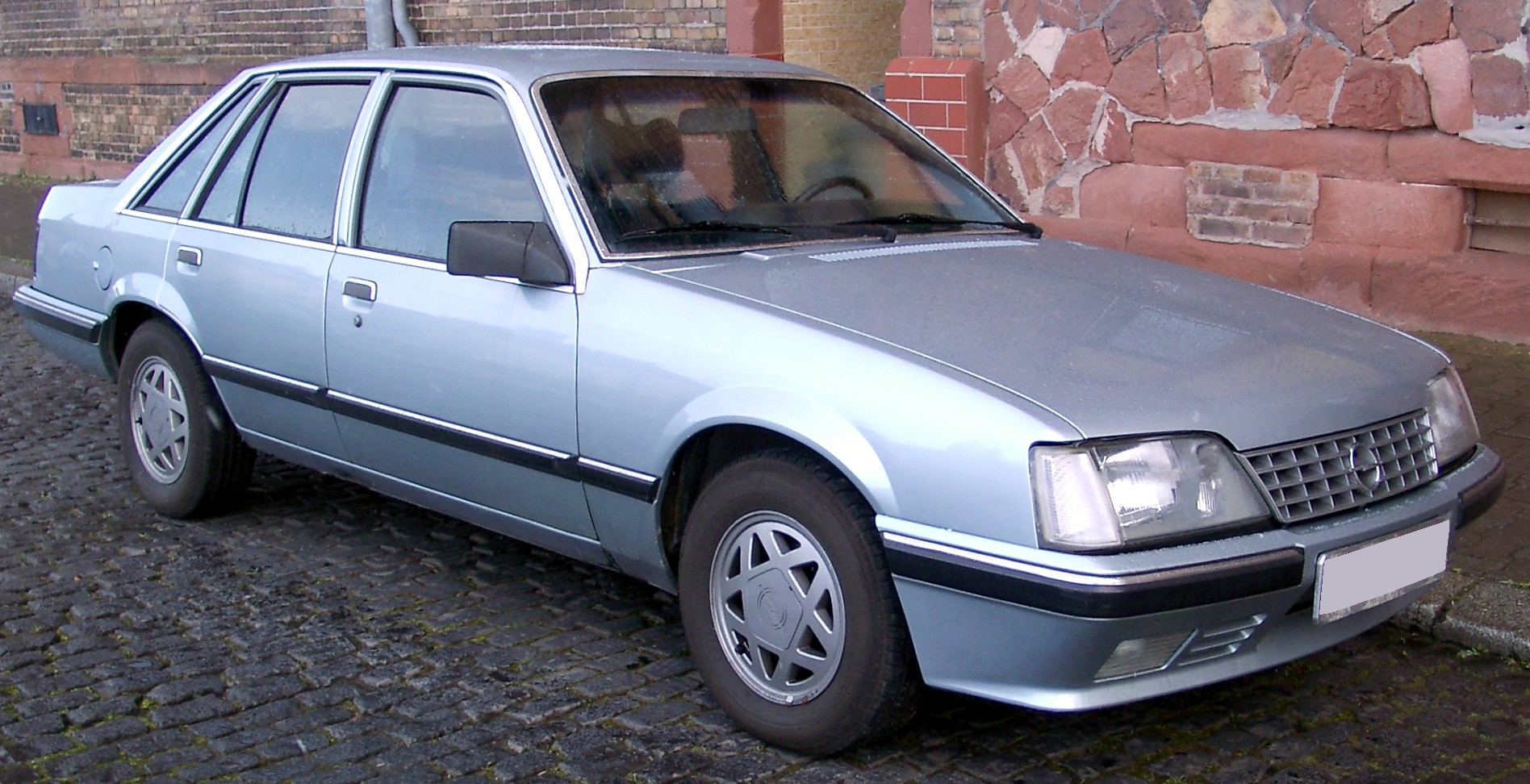
Opel Senator (1978-1987)

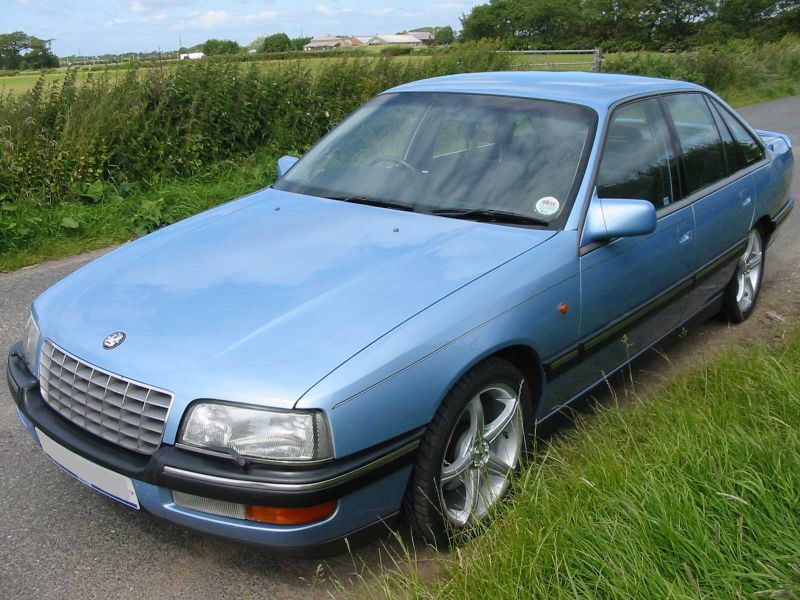
Vauxhall Senator (1987-1994)

De Opel Senator is een grote vierdeurs sedan, die twee generaties lang (generatie A en B) werd verkocht in Europa door de Duitse tak van General Motors. De auto werd geproduceerd van 1978 tot 1994. De Senator is de opvolger van de Opel Commodore.

## Opel Senator A
De Opel Senator A is een op de Opel Rekord gebaseerde wagen. Door het ontwerp te verlengen kwam er ruimte voor  de zescilinderlijnmotoren. De Senator A is daarnaast meer luxueus uitgevoerd.
Er is ook een coupévariant gemaakt die Opel Monza of Vauxhall Royale Coupé werd genoemd. De Monza werd geproduceerd van 1978 tot 1987. De facelift van de coupévariant uit 1982 werd in het VK alleen als Opel Monza aangeboden.
Op basis van Opel Senator A ontwikkelde Bitter de Bitter SC.

## Motoren
De Opel Senator A is leverbaar geweest met de volgende motoren:
Benzine
| Type  | Motor     | Motor     | Motor   | Vermogen | Koppel | Jaartal     |
| Type  | Inhoud    | Cilinders | Kleppen | Vermogen | Koppel | Jaartal     |
| ----- | --------- | --------- | ------- | -------- | ------ | ----------- |
| 2.2 i | 2.197 cm³ | 4-in-lijn | 8v      | 116 pk   | 182 Nm | 1984 - 1987 |
| 2.5 E | 2.490 cm³ | 6-in-lijn | 12v     | 136 pk   | 186 Nm | 1981 - 1983 |
| 2.8   | 2.784 cm³ | 6-in-lijn | 12v     | 140 pk   | 214 Nm | 1978 - 1981 |
| 3.0   | 2.968 cm³ | 6-in-lijn | 12v     | 150 pk   | 230 Nm | 1981 - 1983 |
| 3.0 E | 2.968 cm³ | 6-in-lijn | 12v     | 180 pk   | 248 Nm | 1978 - 1983 |
| 3.0 i | 2.969 cm³ | 6-in-lijn | 12v     | 180 pk   | 248 Nm | 1984 - 1987 |

Diesel
| Type   | Motor     | Motor     | Motor   | Vermogen | Koppel | Jaartal     |
| Type   | Inhoud    | Cilinders | Kleppen | Vermogen | Koppel | Jaartal     |
| ------ | --------- | --------- | ------- | -------- | ------ | ----------- |
| 2.3 TD | 2.260 cm³ | 4-in-lijn | 8v      | 86 pk    | 189 Nm | 1984 - 1987 |

## Opel Senator B
De Opel Senator B volgde in 1987 de Senator A op. Dit model was gebaseerd op de Opel Omega A met een vernieuwde carrosserie. Van de Senator B werd geen coupévariant gemaakt.

## Motoren
De Opel Senator B is leverbaar geweest met de volgende motoren:
Benzine
| Type    | Motor     | Motor     | Motor   | Vermogen | Koppel | Jaartal     |
| Type    | Inhoud    | Cilinders | Kleppen | Vermogen | Koppel | Jaartal     |
| ------- | --------- | --------- | ------- | -------- | ------ | ----------- |
| 2.5 i   | 2.490 cm³ | 6-in-lijn | 12v     | 140 pk   | 205 Nm | 1987 - 1989 |
| 2.6 i   | 2.594 cm³ | 6-in-lijn | 12v     | 150 pk   | 220 Nm | 1990 - 1993 |
| 3.0 i   | 2.969 cm³ | 6-in-lijn | 12v     | 156 pk   | 230 Nm | 1987 - 1989 |
| 3.0 24V | 2.969 cm³ | 6-in-lijn | 24v     | 204 pk   | 270 Nm | 1989 - 1993 |
| 4.0 24v | 3.983 cm³ | 6-in-lijn | 24v     | 272 pk   | 395 Nm |             |

## Trivia
Zowel de A- als de B-generatie is gebaseerd op het GM V-platform, net als de Rekord- en Omega modellen. Door de internationale divisies van General Motors, werd de auto ook verkocht als de Chevrolet Senator, Vauxhall Royale of Vauxhall Senator in sommige landen.
Het Engelse tv-programma Top Gear heeft lange tijd de stoelen uit een (grijs lederen) interieur van een Opel Senator gebruikt, van waaruit James May, Jeremy Clarkson en Richard Hammond hun autoshow presenteerden. Dit totdat in de break tussen seizoen 9 en 10 brand uitbrak in hun opslagloods in Dunsfold, waarbij onder andere het meubilair verloren was gegaan.